# Upgrade
Upgrade (comercializada bajo el título Upgrade: Máquina Asesina en Hispanoamérica) es una película australiana de acción, horror corporal y ciencia ficción de 2018, escrita y dirigida por Leigh Whannell. Está protagonizada por Logan Marshall-Green, Betty Gabriel, Benedict Hardie y Harrison Gilbertson  . Jason Blum sirve como productor a través de Blumhouse Productions. 
La película fue estrenada por OTL Releasing el 1 de junio de 2018.

## Argumento
El mecánico Gray Trace (Logan Marshall-Green) le pide a su esposa, Asha (Melanie Vallejo), que lo ayude a devolver un automóvil restaurado a su cliente Eron Keen (Harrison Gilbertson), un reconocido innovador tecnológico. Mientras visitaba su casa, Eron revela su última creación, un chip multipropósito llamado STEM con un potencial casi ilimitado. Al regresar a casa, el auto con piloto automático de Gray y Asha comienza a funcionar mal y vuelcan. En ese instante, cuatro hombres atacan a la pareja. Asha es asesinada y Gray recibe un disparo en el cuello, dañando su médula espinal.
Meses después, Gray regresa a casa cuadripléjico, bajo el cuidado de su madre, Pamela (Linda Cropper). La muerte de Asha y la incapacidad de la detective Cortez para identificar a sus atacantes hace que Gray entre en una depresión. Después de un intento de suicidio, Eron lo visita y lo convence de aceptar un implante STEM, alegando que le permitiría caminar nuevamente. Gray recupera el control de sus extremidades y Eron hace que Gray firme un acuerdo de confidencialidad, lo que requiere que Gray simule seguir cuadripléjico. Mientras mira un video, filmado por un drone del Estado, sobre del asesinato de su esposa, Gray escucha a STEM hablar en su mente. STEM le dice que puede ayudarlo a vengarse e identifica rápidamente a uno de los asaltantes, Serk Brantner (Richard Cawthorne).
Gray irrumpe en la casa de Serk y encuentra pruebas de que Serk fue "actualizado" con implantes cibernéticos, también encuentra mensajes que lo conectan con un bar local llamado Old Bones. Serk llega y ataca a Gray, pero STEM convence a Gray de permitirle tomar el control total de su cuerpo, y domina fácilmente a Serk, matándolo violentamente. En la autopsia de Serk, Cortez ve los implantes cibernéticos en su cuerpo. Luego analiza imágenes de drones y ve a Grey en su silla de ruedas acercándose a la casa de Serk, pero su parálisis lo descarta como sospechoso.
Eron ha rastreado los movimientos de STEM y regaña a Gray por exponer potencialmente a STEM. Gray revela que STEM le está hablando, lo que sorprende a Eron, quien exige que Gray detenga su investigación. Gray se dirige a Old Bones y encuentra a Tolan (Christopher Kirby), otro de los asaltantes. Gray le permite a STEM torturar a Tolan hasta la muerte, obteniendo el nombre del cabecilla de los asaltantes, Fisk (Benedict Hardie). Antes de irse, STEM le muestra a Grey que Tolan también tiene implantes y son de la empresa donde trabajaba Asha. STEM le informa a Grey que Eron está intentando apagarlos de forma remota. STEM dirige a Gray hacia un pirata informático cercano, conocido como Jamie (Kai Bradley), y Gray logra llegar a su dirección justo cuando STEM se apaga por completo, volviendo a paralizar a Gray. Fisk averigua dónde se encuentra Gray accediendo a los recuerdos de Tolan. El hacker logra eliminar la protección de entrada de STEM y se va justo cuando llega Fisk. Gray, con el control de STEM restaurado, mata al compañero restante de Fisk.
Gray regresa a casa sólo para que Pamela lo vea caminar, obligándolo a revelar la existencia de STEM. Cortez llega para interrogarlos después de encontrar la silla de ruedas de Grey abandonada en Old Bones; ella se va después de plantar un dispositivo de escucha en la chaqueta de Grey. Gray desea abandonar la cacería, pero STEM le dice que Fisk los rastreará y los matará. STEM revela que el hack le da el control libre del cuerpo de Grey. STEM utiliza Gray para conducir hasta Fisk, en ese momento Gray se entera de que Cortez puso un micrófono en su chaqueta y los está siguiendo. STEM controla otro auto electrónico y hace que Cortez se estrelle. La detective regresa a la casa de Grey, donde Pamela le cuenta sobre STEM.
Gray y STEM encuentran a Fisk, quien revela que fue contratado para paralizar a Gray y así lograr que este pudiera ser implantado. Las actualizaciones de Fisk superan los movimientos de Grey, lo que le permite ganar ventaja hasta que Gray se burla de la muerte de Serk, el hermano de Fisk. Con Fisk distraído, STEM logra matarlo. El teléfono de Fisk revela mensajes de Eron, lo que sugiere que fue él quien orquestó todos los eventos.
Gray entra a la casa de Eron, pero Cortez lo detiene a punta de pistola antes de que pueda matar a Eron. Eron confiesa cómo STEM lo obligó a hacer su voluntad, ya que hace mucho tiempo que dominó todos los aspectos de su vida en busca de su objetivo de convertirse en humano. STEM luego mata a Eron e intenta matar a Cortez, pero Gray lucha por el control de su propio cuerpo, y se dispara a él mismo. De repente se despierta en una habitación de hospital, no paralizado; Asha entra y explica que ha estado inconsciente durante días después de su accidente.
Sin embargo, en realidad Gray todavía está en la casa de Eron. STEM, ahora posee el control total, y le explica a Cortez que la tensión psicológica finalmente ha roto la mente de Grey; este era el objetivo de STEM todo el tiempo, ya que le permitió a STEM asumir el control total sobre la mente y el cuerpo de Grey. La conciencia de Grey cree en el idílico estado de sueño que ha encontrado, mientras que STEM mata a Cortez y se va.

## Reparto
- Logan Marshall-Green como Grey Trace.
- Betty Gabriel como Cortez.
- Harrison Gilbertson como Eron Keen.
- Benedict Hardie como Fisk.
- Christopher Kirby como Tolan.
- Clayton Jacobson como Manny.
- Linda Cropper como Pamela.
- Melanie Vallejo como Asha Trace.
- Sachin Joab como Dr. Bhatia
- Michael M. Foster como Jeffries.
- Richard Cawthorne como Serk.
- Simon Maiden como Stem.
- Rosco Campbell como Tipo de la realidad virtual.
- Kai Bradley como Jamie.

## Producción
La fotografía principal de la película comenzó en marzo de 2017.

## Recepción
Upgrade recibió reseñas positivas de parte de la crítica y de la audiencia. En la página web Rotten Tomatoes, la película obtuvo una aprobación de 85%, basada en 72 reseñas, con una calificación de 7.0/10, mientras que de parte de la audiencia tuvo una aprobación de 91%, basada en 743 votos, con una calificación de 4.3/5.
El sitio web Metacritic le dio a la película una puntuación 65 de 100, basada en 22 reseñas, indicando "reseñas generalmente favorables". En el sitio web IMDb los usuarios le han dado a la cinta una calificación de 7.6/10, sobre la base de 55.117 votos.